# Seseli ferulaceum
Seseli ferulaceum är en flockblommig växtart som beskrevs av John Stevenson och Dc. Seseli ferulaceum ingår i släktet säfferötter, och familjen flockblommiga växter. Inga underarter finns listade i Catalogue of Life.